# Fabio Franzin
Fabio Franzin (Milano, 25 marzo 1963) è un poeta italiano.
È apprezzato principalmente per la sua produzione nel dialetto trevigiano parlato nell'area compresa tra Oderzo e Motta di Livenza, località nella quale Franzin vive. Questo dialetto, da lui definito «pastoso e terragno, dalle ampie legature vocali», ha «il suo più insigne predecessore in Romano Pascutto».

## Biografia
Nato a Milano nel 1963, Fabio Franzin si trasferisce nel 1970 a Chiarano, paese della pianura trevigiana da cui proveniva il padre, mentre inizia la radicale industrializzazione del Nord-Est. All'età di 16 anni inizia a lavorare come operaio in una fabbrica di mobili, professione che ha sempre esercitato, anche dopo varie fasi di disoccupazione.
Inizia a pubblicare poesie a partire dagli anni Duemila, con una lunga serie di raccolte, prevalentemente in dialetto, ma anche in italiano. Manuel Cohen, citando la leopardiana Ginestra, afferma che Franzin scrive «con franca lingua, / nulla al ver detraendo», inserendolo in una linea che va « da Dante attraverso Leopardi, passando per Pascoli, e per l'accoglimento della nozione di “poesia onesta” di Saba, fino all'esempio di una accentuata scorrevolezza versificatoria, di lingua 'naturale' o basica, di Biagio Marin»; ma inserisce il poeta mottense anche in una importante tradizione veneta che va dalle sperimentazioni di Ernesto Calzavara alla «mescidanza» veneta di Sandro Zanotto, fino al plurilinguismo dell'opera di Luciano Cecchinel.
Nel 2002 Franzin vince il premio "Ugo Foscolo" con la silloge Il centro della clessidra e nel 2004, con Canzón daa Provenza (e altre trazhe d'amór), il premio "Edda Squassabia". Nello stesso anno per Il groviglio delle virgole gli viene assegnato il premio "Sandro Penna - sezione inedito". Nel 2005 si classifica terzo al Concorso nazionale di poesia nei dialetti d'Italia "Città di Ischitella - Pietro Giannone.
La raccolta Mus.cio e roe (Muschio e spine) lo porta a vincere nel 2007 il "Premio San Pellegrino Terme" e il "Superpremio Insula Romana", e nel 2008 il "Premio Guido Gozzano" e il premio speciale della giuria "Antica Badia di San Savino".
Nel 2009 esce Fabrica, il suo libro più apprezzato, definito da Stefano Colangelo «forse il miglior libro di poesia italiana dell'ultimo decennio», col quale vince il "Premio Pascoli" e nel 2010 il "Premio Baghetta". Lo stile di Fabrica (lingua, metrica, ritmo) riproduce «la serialità della realtà lavorativa, descritta e nominata con una lingua esatta e essenziale, enucleata nei luoghi, nei tempi, nelle pause produttive, nei vari stadi dei processi di produzione»; caratterizza così una peculiare «lingua-lavoro» che, se nasce da un ricco retroterra (dal dialetto di Romano Pascutto alla poesia operaia di Ferruccio Brugnaro), è capace di prefigurare aspetti stilistici delle prose sperimentali dei più recenti romanzi veneti (Works di Vitaliano Trevisan, Cartongesso di Francesco Maino).
La raccolta del 2011, Co'e man monche (Con le mani mozzate), prosegue già nel titolo l'esperienza operaia di Fabrica, inasprendola drammaticamente con l'inasprirsi della stessa condizione lavorativa, contraddistinta da licenziamenti, mobilità e disagio sociale.
Nel 2014 è primo classificato al "Premio Poesia Onesta" con la silloge inedita I nòvi vinti (I nuovi vinti). Nel 2019, con la raccolta Corpo dea realtà edita da puntoacapo, vince il "Premio Letterario Internazionale Franco Fortini".
Suoi testi sono presenti in numerose riviste e antologie. Presente in numerose giurie a livello nazionale, dal 2016 presiede la giuria del "Premio Teglio Poesia".

## Opere

### In dialetto
- El coeor dee paròe, Roma, Zone, 2000, prefazione di Achille Serrao
- Canzón daa Provenza (e altre trazhe d'amór), Milano, Fondazione Corrente, 2005
- Pare (padre), Spinea, Helvetia, 2006, introduzione di Bepi de Marzi
- Mus.cio e roe (Muschio e spine), Sasso Marconi, Le voci della luna, 2007, introduzione di Edoardo Zuccato
- Erba e aria, Rimini in Antologia “Dall'Adige all'Isonzo – Poeti a Nord-Est”, Fara, 2008, a cura di Alessandro Ramberti, introduzione di Chiara De Luca e Massimo Sannelli
- Fra but e ortìghe (fra germogli e ortiche), Montereale Valcellina, Circolo Culturale Menocchio, 2008
- Fabrica, Borgomanero, Atelier, 2009
- Rosario de siénzhi (Rosario di silenzi – Rožni venec iz tišine), Postaja Topolove, 2010, edizione trilingue con traduzione in sloveno di Marko Kravos
- Siénzhio e orazhión (Silenzio e preghiera), Motta di Livenza, Edizioni Prioritarie, 2010, prefazione di Franca Grisoni
- Co'e man monche (Con le mani mozzate), Milano, Le voci della luna, 2011, prefazione di Manuel Cohen
- Statue de tèra, in Tera Pustota, film documentario di Valeria Davanzo, Conegliano, De Bastiani editore, 2013
- Glorie de l'onbra in Gloria dell'ombra, catalogo d'arte, Livio Ceschin (incisioni), Fabio Franzin (poesie), Galleria Talenti, Portobuffolé, 2014
- I Nòvi vinti (I nuovi vinti), in ... eppur si scrive, Camerata Picena (AN), Poesia Onesta 2014 - Versante, 2014, a cura di Fabio Maria Serpilli
- Sesti / Gesti, puntoacapo Editrice, 2015
- Corpo dea realtà, con una nota di Francesco Tomada, Culturaglobale, 2016
- Erba e aria, introduzione di Fabio Pusterla, Vydia editore, 2017
- Corpo dea realtà / Corpo della realtà, prefazione di Manuel Cohen, puntoacapo Editrice, 2019
- A fabrica ribandonàdha / La fabbrica abbandonata, Arcipelago itaca Edizioni, 2021
- Case, Presepi e altri ritrovi, Ronzani Editore, 2024

### In lingua
- Il groviglio delle virgole, Grottamare, Stamperia dell'arancio, 2005, introduzione di Elio Pecora
- Entità, in e-book, Biagio Cepollaro E-dizioni, 2007
- Canti dell'offesa, Cesena, Il Vicolo, 2011

### In lingua e dialetto
- Margini e rive, Città Nuova, Roma, 2012